# Hesba Stretton
Hesba Stretton era o pseudônimo de Sarah Smith (Wellington, Shropshire, 27 de julho de 1832 – Ham, Londres, 8 de outubro de 1911), foi uma escritora de livros infantojuvenis inglesa. Inventou o nome das iniciais de seus cinco irmãos, mais o nome de uma aldeia vizinha.

## Juventude
Sarah Smith era filha de um livreiro, Benjamin Smith (1793-1878) de Wellington e de sua esposa Anne Bakewell Smith (1798-1842), uma notável metodista. Ela e sua irmã mais velha frequentaram a Old Hall, uma escola na cidade, mas foram autodidatas, em grande parte. Aproximadamente em 1867, se mudou para o sul e morou em Snaresbrook e Loughton, perto de Epping Forest e em Ham, perto de Richmond, Surrey.

## Escritos e trabalho social
Smith foi uma das mais populares escritoras evangélicas do século XIX, que usou seus "princípios cristãos como um protesto contra específicos males sociais em seus livros infantojuvenis". Seus contos morais e histórias semirreligiosas, principalmente para jovens, foram impressos em grande número, especialmente para serem lidos nas escolas de ensino regular e nas dominicais. Tornou-se uma contribuinte regular para a Household Words e All the Year Round sob a direção editorial de Charles Dickens, depois que sua irmã submeteu com sucesso suas histórias sem o seu conhecimento. No total, escreveu mais de quarenta romances.
O livro que lhe valeu fama foi Jessica's First Prayer, publicado pela primeira vez na revista Sunday at Home em 1866 e no ano seguinte em formato de livro. Até o final do século XIX ele vendeu pelo menos um milhão e meio de cópias. Brian Alderson relata que suas vendas foram "quase dez vezes maiores do que Alice no País das Maravilhas". O livro deu origem a um gênero de histórias sobre crianças de rua "que combinou com sucesso elementos do romance sensacional e do trato religioso e ajudou a apresentar a imagem da criança pobre, urbana na consciência social vitoriana". A sequência, Jessica's Mother, foi publicada na Sunday at Home em 1866 e como livro em 1904. Jessica é uma jovem sem-teto na Londres vitoriana, abandonada por uma mãe, uma atriz alcoólatra, que encontra conforto e apoio religioso em uma amizade com Daniel Standring, proprietário de uma barraca de café. Ela surge como uma atriz infantil, mas quando se torna grande demais para representar esses papéis, é espancada por sua mãe, recebe pouco para comer, e vagueia por Londres. O ato de humanidade de Standring, um zelador de uma igreja metodista, ajuda-o também a reavaliar o seu conceito de religião e de respeitabilidade.
Smith tornou-se a escritora-chefe da Religious Tract Society. Sua experiência em trabalhar com crianças de favelas em Manchester, na década de 1860, deu a seus livros um maior senso de autenticidade. Os livros de Stretton "levam para dentro dos lares, com força quase brutal, a situação abjeta dos pobres". Smith se tornou uma das fundadoras da National Society for the Prevention of Cruelty to Children em 1884, embora tenha se demitido uma década depois, em protesto contra a má gestão financeira.
Durante seu tempo de recolhimento em Richmond, Surrey, as irmãs Smith administraram uma filial do Clube do Livro Popular para os leitores da classe trabalhadora. Sarah morreu em casa, na Ivycroft, em Ham Common, em 8 de outubro de 1911, oito meses após a morte de sua irmã.

## Traduções das obras da autora no Brasil
As seguintes obras da autora já foram publicadas em língua portuguesa 
- A primeira oração de Jéssica (Jessica's First Prayer) - Editora Gadel, 2024 [10] e Editora Oxigênio, 2012
- A maravilhosa vida de Jesus (The wonderful life) - Editora Gadel, 2024[11]